# Hermann Tertsch
Hermann Julius Tertsch (* 18. Februar 1880 in Alt Petrein, Österreich-Ungarn; † 14. Dezember 1962 in Wien) war ein österreichischer Mineraloge und Kristallograph.

## Leben
Tertsch besuchte das Deutsche Staatsgymnasium in Brünn und studierte ab 1898 Naturwissenschaften an der Universität Wien. Dort wandte er sich unter dem Einfluss von Friedrich Becke der Mineralogie zu, war 1901 bis 1903 dessen Assistent und wurde bei ihm 1903 promoviert (Optische Orientierung von Feldspaten der Oligoklasgruppe). Danach absolvierte er seine Lehramtsprüfungen und war ab 1903 Lehrer an der Realschule in Triest, 1906 bis 1920 an der Realschule Wien XIII und 1920 bis 1933 Landesschulinspektor der Mittelschulen in Niederösterreich. Er erhielt den Titel eines Hofrats und ging 1933 in Pension, nachdem er 1928 bei einem Verkehrsunfall eine Behinderung davontrug.
Er hatte sich 1910 an der Universität Wien habilitiert (Kristalltrachten des Zinnsteins) und war ab 1920 Mitglied der Lehramtsprüfungskommissionen der Universität Wien. 1921 bis 1933 hatte er einen Lehrauftrag für Kristallographie und Kristallphysik. 1922 erhielt er den Titel eines außerordentlichen Universitätsprofessors und 1939 wurde er außerplanmäßiger außerordentlicher Professor. Nach dem Tod von Alfred Himmelbauer übernahm er 1943/44 vorübergehend das Lehramt für Mineralogie der Universität, bis Felix Machatschki die Nachfolge antrat. Tertsch war Mitglied der NSDAP und war nach 1945 registrierungspflichtig.
Er veröffentlichte rund 150 wissenschaftliche Arbeiten in der Mineralogie.

## Ehrungen und Mitgliedschaften
Tertsch war Ehrenmitglied der Deutschen Mineralogischen Gesellschaft und 1960 Ehrenpräsident der Österreichischen Mineralogischen Gesellschaft, deren Friedrich-Becke-Medaille er 1956 erhielt. 1931 wurde er korrespondierendes Mitglied der Österreichischen Akademie der Wissenschaften.
Ein von Heinz Meixner 1953 beschriebenes Mineral erhielt ihm zu Ehren den Namen Tertschit.

## Schriften
- Einführung in die Lehre von den Mineralien und Gesteinen, Deuticke, Wien 1914
- Einführung in die Mineralogie, Wien 1915
- mit F. X. Schaffer: Bau der Erdrinde, Wien 1931
- Trachten der Kristalle, Forschungen zur Kristallkunde, Berlin 1926
- Die stereographische Projektion in der Kristallkunde, Verlag für Angewandte Wissenschaften, Wiesbaden 1954
- Die Festigkeitseigenschaften von Kristallen, Springer 1948
- mit Franz Raaz: Geometrische Kristallographie und Kristalloptik und deren Arbeitsmethoden: eine Einführung, Springer 1939
  - 3. Auflage als: Einführung in die geometrische und physikalische Kristallographie und in deren Arbeitsmethoden, Springer 1958
- Das Kristallzeichnen auf Grundlage der stereographischen Projektion, Springer 1935

Populärwissenschaftliche Bücher:
- Der Schlüssel zum Aufbau der Materie, Verlag für Jugend und Volk, Wien 1939, 2. Auflage 1948
- Das Geheimnis der Kristallwelt – Roman einer Wissenschaft, Verlag Gerlach & Wiedling, Wien 1947